# مرصد الدراسات الجيوسياسية
مرصد الدراسات الجيوسياسية هو مركز فرنسي للبحث مختص في الجيوسياسية والعلاقات الدولية.

يُدير المعهد شارل سان برو وزينة الطيبي.

## مقالات ذات صلة
- المعهد الفرنسي للجيوسياسة